# Hush Hush; Hush Hush
«Hush Hush; Hush Hush» es una canción del grupo femenino estadounidense The Pussycat Dolls de su segundo y último álbum de estudio, Doll Domination (2008). Escrito por Nicole Scherzinger, Andreas Romdhane, Josef Larossi, Ina Wroldsen, Dino Fekaris, Frederik Perren y producido por Quiz & LaRossi and Dave Audé y Dave Audé para la versión remezclada, fue lanzado como el sexto y último sencillo del álbum el 12 de mayo de 2009. Las voces principales y de fondo para ambas versiones de la canción son interpretadas únicamente por la cantante principal Nicole Scherzinger. El lanzamiento causó controversia ya que el sencillo fue acreditado como «Pussycat Dolls con Nicole Scherzinger», lo que causó tensión dentro del grupo y se rumoreaba que Scherzinger sería solista.
La canción fue originalmente una balada lenta, pero fue rehecha en una canción de baile inspirada en el Disco uptempo, que muestra partes del éxito de 1978 de Gloria Gaynor, «I Will Survive». Líricamente, la canción es sobre una mujer fuerte que lamenta la muerte de su relación y nunca le pide ayuda a su amante. El "himno posterior a la ruptura" recibió críticas mixtas de críticos que señalaron que carecía del borde R&B de «Don't Cha» y «When I Grow Up», mientras que otros señalaron que es mejor que la versión original.
Comercialmente, la canción ha tenido un éxito moderado logrando alcanzar el top 10 en Australia, Bélgica (Valonia), Finlandia y Francia. En los Estados Unidos alcanzó el puesto setenta y tres en el Billboard Hot 100, y encabezó la lista de  Hot Dance Club Songs. Un video musical de la canción, dirigido por Ray Kay, se estrenó el 27 de mayo de 2009. El video recibió críticas mixtas, criticando el énfasis excesivo en Scherzinger, pero se destacó por ser «el vídeo de Pussycat Dolls más revelador hasta el momento».

## Antecedentes y composición
«Hush Hush» fue escrito por Andreas Romdhane, Josef Larossi, Ina Wroldsen, Nicole Scherzinger, Dino Fekaris, Frederik Perren. En 2009 Ron Fair y Dave Audé produjeron un remix de la canción ahora titulada «Hush Hush; Hush Hush» para que Scherzinger lo interpretara en el Doll Domination Tour. La nueva versión presenta voces adicionales sampleadas del éxito mundial de Gloria Gaynor, «I Will Survive». La canción está escrita en el tono de si bemol menor.
Musicalmente la canción comienza como un estándar, jam. Cuando la canción supera la marca de un minuto, la canción entra en erupción «en un coro y un coro de campamento como Navidad, adornado con signos de choque címbalo». Nick Levine describió la canción como un «desastre de faux-disco fechado». Alrededor de tres minutos, la canción samplea «I Will Survive» de Gloria Gaynor (1978). Líricamente, la canción es un himno post-ruptura, promueve a las Dolls como mujeres fuertes que lamentan la muerte de una relación y nunca piden ayuda a sus amantes.
Cuando se reveló la portada promocional del sencillo, aparece como «Pussycat Dolls con Nicole Scherzinger». El énfasis en Nicole Scherzinger como artista presentada causó controversia, ya que «Jai Ho! (You Are My Destiny)» también la enfatizó como cantante destacada. Se desató el rumor de que Nicole Scherzinger se iba del grupo para continuar su carrera en solitario, a pesar de las ventas por debajo del promedio de los sencillos de su lanzamiento en el álbum en solitario de 2007, Her Name Is Nicole. Esto también condujo a conflictos internos dentro del grupo ya que los otros miembros no estaban contentos con el énfasis excesivo en Scherzinger.
El 24 de abril de 2009, la tensión surgió en el escenario mientras el grupo abría para Britney Spears en su gira en Glendale, Arizona. Melody Thornton, al borde de las lágrimas, se dirigió a la multitud diciendo: «Gracias, chicos, por apoyarme, incluso si no soy presentado» y animando a la audiencia a seguir sus sueños y «nunca dejar que nadie los pisotee, nunca». Después de su arrebato, Jessica Sutta, chocó con ella, indicando que más de las Dolls estaban molestas por el etiquetado y el énfasis excesivo en Scherzinger. En una entrevista de radio, Scherzinger se refirió a su estado destacado en «Jai Ho! (You Are My Destiny)». «No es gran cosa, eso no le quita a nadie más en el grupo. Ese es mi papel. También escribí 'Hush Hush'».

## Recepción de la crítica
Taila Craines de Orange revisó positivamente la versión original de la canción. «['Hush Hush'] es una balada épica que promociona a las Dolls como mujeres fuertes que 'nunca pidieron ayuda' a sus hombres». Steve Jones, de USA Today, recomendó descargar la canción. El remix fue negativamente criticada. Robert Copsey, de Digital Spy, hizo una reseña de dos de cada cinco estrellas por carecer de «la férrea ventaja de R&B que hizo que los gustos de 'Don't Cha' y 'When I Grow Up' fueran tan efectivos». Idolator escribió que «['Hush Hush; Hush Hush'] es una pista pop-dance poco espectacular con los jadeos musculares de Scherzinger liderando el camino, rimando parsimonia y law-ng. Pero un simple himno post-ruptura de chicas no ayuda a las Dolls a reclamar su posición estratégica en las Guerras Pop». Sin embargo, a Orange le gustó la canción al comentar que la versión remezclada es «muy divertida». «Hush Hush; Hush Hush» ocupó el puesto número ochenta y uno en los sencillos pop más populares de 2009 en AOL Radio.

## Rendimiento comercial
«Hush Hush, Hush Hush» encabezó la lista Hot Dance/Club Songs, convirtiéndose en el sexto número uno consecutivo de las Pussycat Dolls.

## Vídeo musical
El video musical de «Hush Hush; Hush Hush» fue dirigido por Rich Lee. Cuenta con apariciones especiales del famoso bloguer Perez Hilton y la ex VIP Pussycat Doll Carmen Electra, que solía cantar con los Dolls durante sus actuaciones burlescas. El video hace uso de la colocación de productos de Campari, Nokia 5800 XpressMusic y HP Mini 1000 Vivienne Tam Edition. El video se estrenó el 26 de mayo de 2009.

### Sinopsis
El video musical comienza con Nicole Scherzinger descansando en una bañera, similar a una escena de Cindy Crawford en el video de George Michael, «Freedom! '90» (1990). A medida que la balada pasa al remix, pasa por una puerta hacia una sala surrealista de escaleras que van en diferentes direcciones. Cuando comienza el segundo verso, se ve a Scherzinger con un vestido de cuello halter de lentejuelas doradas, mientras que el resto de los miembros se ven patinando en una discoteca. En la siguiente escena en el ático, Ashley Roberts y Kimberly Wyatt cuelgan de los candelabros mientras Scherzinger entra en la habitación. Cuando comienza el segundo estribillo, Scherzinger usa un vasco de plata ceñido.
Ella entra al sótano, que convirtió en un club nocturno las Dolls para su secuencia de baile de firma en el medio del video. En la escena, Perez Hilton hace un cameo como DJ, mientras que Carmen Electra baila junto a él. El video luego se desvanece, y se abre en un plano cerrado de la cara de Scherzinger en frente de una bola de discoteca con una peluca afro, que rindió homenaje a Diana Ross. Después, las Pussycat Dolls bailan con parejas masculinas en la habitación con la bola de espejos. Al final, Nicole Scherzinger está terminando la canción cantando «Baby, Hush Hush». Se cierra con un gran plano que revela que el vídeo se realizó en una casa de muñecas con todos los bailarines y muñecas en la sala de discoteca más baja.

### Recepción
Un reportero del Daily Mail comentó que el video es «el video de Pussycat Dolls más revelador hasta el momento». Si bien señaló que «el resto del grupo apenas se ve en el video con Nicole como la estrella del espectáculo». Nick Levine de Digital Spy describió el video como «chiflado». Celebuzz elogió el video describiéndolo como un «clip humeante». «Comienza de la mejor manera posible: con la líder Doll Nicole Scherzinger mojada y desnuda». Gemma Wheatley de Daily Star dijo que «el resto de las Pussycat Dolls también se ven más sensuales que nunca». Mirror.co.uk comentó: «Es una maravilla que el as de la Fórmula 1 Lewis, de 24 años, pueda concentrarse en la pelota mientras jugaba golf ayer», refiriéndose a Scherzinger que está desnudo en el video. La revisora Melinda Newman elogió el énfasis excesivo de la cantante principal Nicole Scherzinger. «Es un video de las PCD solo por el nombre dado que los otros bailarines apenas tienen más apariciones. Incluso no hay la más remota sugerencia de que hay otras personas en el grupo hasta más de un minuto cuando pasa por una puerta a un multi escalera de nivel y las otras Dolls están bailando mientras la canción se transforma de balada a número de baile. Las otras Pussycat Dolls están completamente relegadas a bailarinas de fondo, junto con otras manos contratadas».

## Lista de canciones y formatos
| Sencillo en CD (Francia) |                                                      |          |  |
| N.º                      | Título                                               | Duración |  |
| 1.                       | «Hush Hush; Hush Hush»                               | 4:12     |  |
| 2.                       | «Hush Hush; Hush Hush» (The Bimbo Jones Radio Remix) | 4:00     |  |
| 3.                       | «Hush Hush» (versión original)                       | 3:48     |  |

| CD promocional (Estados Unidos) |                          |          |  |
| N.º                             | Título                   | Duración |  |
| 1.                              | «Hush Hush With Mash Up» | 4:12     |  |
| 2.                              | «Hush Hush»              | 4:09     |  |

| Sencillo en CD (Reino Unido) |                                     |          |  |
| N.º                          | Título                              | Duración |  |
| 1.                           | «Hush Hush» (Up-tempo Remix)        | 4:12     |  |
| 2.                           | «Hush Hush» (versión balada)        | 4:09     |  |
| 3.                           | «Hush Hush» (Dave Audé Radio Remix) | 4:32     |  |

| Descarga digital (Europa) |                                |          |  |
| N.º                       | Título                         | Duración |  |
| 1.                        | «Hush Hush; Hush Hush»         | 4:12     |  |
| 2.                        | «Hush Hush; Hush Hush» (vídeo) | 4:19     |  |

## Créditos y personal
Créditos adaptados de las notas de Doll Domination.
| Personal - The Pussycat Dolls – artista primario - Dave Audé – productor, programación - Greg DePante – ingeniero asistente - Bruce Dukov – concertino - Mike "Angry" Eleopoulos – grabación - Eric Eyland – ingeniero asistente - Ron Fair – productor, arreglo vocal, productor vocal, cuerdas: arreglo, conducta, teclados - Steve Genewick – ingeniero asistente - Keith Gretlein – ingeniero asistente - Tal Herzberg – Pro Tools, grabación | - Josef Larossi – productor, grabación, compositor - Gayle Levant – arpa - Johnathan Merritt – ingeniero asistente - Danny Ponce – grabación - Peter Mokran – mezcla - Andreas Romdhane – productor, cantante de grabación - Ryan Shanahan – ingeniero asistente - Nicole Scherzinger – arreglo vocal, producción vocal, compositora - Tommy Vicari – grabación de cuerdas - Eric Weaver – ingeniero asistente - Ina Wroldsen – compositora |

## Posicionamiento en listas
| Lista (2009)                          | Posición más alta |
| ------------------------------------- | ----------------- |
| Alemania (Offizielle Deutsche Charts) | 44                |
| Australia (ARIA)                      | 10                |
| Austria (Ö3 Austria Top 40)           | 35                |
| Bélgica (Flandes) (Ultratop 50)       | 6                 |
| Bélgica (Valonia) (Ultratop 50)       | 4                 |
| Canadá (Canadian Hot 100)             | 41                |
| Dinamarca (Tracklisten)               | 38                |
| Eslovaquia (Rádio Top 100)            | 4                 |
| Estados Unidos (Billboard Hot 100)    | 73                |
| Estados Unidos (Hot Dance Club Songs) | 1                 |
| Estados Unidos (Mainstream Top 40)    | 28                |
| European Hot 100                      | 18                |
| Finlandia (OFC)                       | 5                 |
| Francia (SNEP)                        | 5                 |
| Hungría (Rádiós Top 40)               | 1                 |
| Hungría (Dance Top 40)                | 2                 |
| Hungría (Single Top 40)               | 3                 |
| Irlanda (IRMA)                        | 13                |
| Israel (Media Forest)                 | 4                 |
| Luxemburgo (Billboard)                | 10                |
| Polonia (Dance Top 50)                | 21                |
| Portugal Digital Songs (Billboard)    | 21                |
| Reino Unido (UK Singles Chart)        | 17                |
| República Checa (Rádio Top 100)       | 1                 |
| Rumania (Romanian Top 100)            | 5                 |
| Suiza (Schweizer Hitparade)           | 30                |

| Lista (2017)                     | Posición más alta |
| -------------------------------- | ----------------- |
| Polonia (Polish Airplay Top 100) | 53                |

| Listas (2009)                         | Posición |
| ------------------------------------- | -------- |
| Australia (Australian Singles Chart)  | 74       |
| Australia (Australian Urban Chart)    | 29       |
| Hungría (Hungarian Airplay Chart)     | 43       |
| Reino Unido (UK Singles Chart)        | 112      |
| Estados Unidos (Hot Dance Club Songs) | 10       |
| Listas (2010)                         | Posición |
| Hungría (Hungarian Airplay Chart)     | 19       |

## Certificaciones
| País                                                     | Certificación | Ventas   |
| -------------------------------------------------------- | ------------- | -------- |
| Australia (ARIA)                                         | Oro           | 35,000^  |
| Reino Unido (BPI)                                        | Plata         | 200,000‡ |
| ^cifras de envíos basadas únicamente en la certificación |               |          |

## Historial de versiones
| País             | Fecha                   | Formato                                     | Discográfica           |
| ---------------- | ----------------------- | ------------------------------------------- | ---------------------- |
| Rusia            | 13 de noviembre de 2008 | Airplay                                     | Universal Music        |
| En todo el mundo | 12 de mayo de 2009      | Descarga digital                            | Universal Music        |
| Norteamérica     | 12 de mayo de 2009      | Emisión de radio limitada                   | A&M, Interscope        |
| Australia        | 12 de mayo de 2009      | Airplay de radio completo, descarga digital | Interscope Records     |
| Reino Unido      | 26 de mayo de 2009      | Airplay de radio completo, descarga digital | Polydor Records        |
| Norteamérica     | 26 de mayo de 2009      | Airplay de radio completo, descarga digital | A&M, Interscope        |
| Taiwán           | 6 de junio de 2009      | Descarga digital                            | Universal Music Taiwán |
| Reino Unido      | 13 de julio de 2009     | Sencillo en CD                              | Polydor Records        |
| Brasil           | 28 de agosto de 2009    | Descarga digital                            | Universal Music Brasil |
| Francia          | 5 de septiembre de 2009 | Sencillo en CD                              | Universal Music        |